# Krzysztof Kłosowski (piłkarz ręczny)
Krzysztof Kłosowski (ur. 5 kwietnia 1980 w Olsztynie) – polski piłkarz ręczny, grający na pozycji rozgrywającego. Obecnie reprezentujący barwy Travelandu Olsztyn.

## Kariera sportowa
Wychowanek Warmii Olsztyn, klubu, z którego w 1998 roku powstała drużyna Travelandu. Występował także KS Warszawianka Warszawa i w Chrobrym Głogów.